# Црет Бизовачки
Црет Бизовачки је насељено место у саставу општине Бизовац у Осјечко-барањској жупанији, Република Хрватска.

## Историја
До територијалне реорганизације у Хрватској налазио се у саставу старе општине Валпово.

## Становништво
На попису становништва 2011. године, Црет Бизовачки је имао 604 становника.

## Попис 1991.
На попису становништва 1991. године, насељено место Црет Бизовачки је имало 716 становника, следећег националног састава:
| Попис 1991.‍ | Попис 1991.‍ | Попис 1991.‍ | Попис 1991.‍ | Попис 1991.‍ |
| ----------- | ----------- | ----------- | ----------- | ----------- |
|             |             |             |             |             |
| Хрвати      | Хрвати      |             | 666         | 93,01%      |
| Југословени | Југословени |             | 5           | 0,69%       |
| Срби        | Срби        |             | 4           | 0,55%       |
| непознато   | непознато   |             | 41          | 5,72%       |
| укупно: 716 |             |             |             |             |